# Coast Guard One

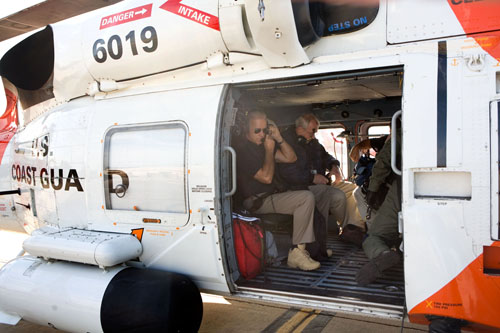
Il Vicepresidente Joe Biden sul Coast Guard Two

Coast Guard One è l'identificativo radio di un qualsiasi velivolo della Guarda Costiera degli Stati Uniti (US Coast Guard) adibito al trasporto del Presidente degli Stati Uniti. Tuttavia, non c'è mai stato il volo di un Coast Guard One.
Il Coast Guard Two è invece un qualsiasi aereo o elicottero della guardia costiera che trasporti il vicepresidente. Il 25 settembre 2009 il vicepresidente Joe Biden ha sorvolato la città di Atlanta sul CG 6019, un elicottero HH-60 Jayhawk, che in quell'occasione prese il codice radio Coast Guard Two.
Il comandante della Guardia Costiera viaggia spesso a bordo di un Gulfstream C-37A, di base alla USCG Air Station di Washington, D.C., il cui identificativo radio è Coast Guard Zero One.